# Deins Kaņepējs
Deins Kaņepējs (Pļaviņas, 5 oktober 1995) is een Lets voormalig wielrenner die in 2019 reed voor Amore & Vita-Prodir.

## Carrière
In december 2017 behaalde Kaņepējs zijn eerste UCI-overwinning toen hij de laatste etappe in de Ronde van Quanzhou Bay won. Eerder dat jaar was hij al onder meer tweede in zowel de eerste etappe als het eindklassement van de Ronde van Estland geworden en werd hij, achter Mārcis Kalniņš, tweede op het nationale kampioenschap tijdrijden voor beloften.
In 2018 maakte Kaņepējs de overstap naar Vitus Pro Cycling. Voor die ploeg was hij een enkel seizoen actief. In 2019 maakte hij, wederom voor één enkel seizoen, de overstap naar het Albanese Amore & Vita-Prodir.

## Overwinningen
2017
3e etappe Ronde van Quanzhou Bay

## Ploegen
- 2014 –  Alpha Baltic-Unitymarathons.com
- 2015 –  Rietumu-Delfin
- 2016 –  Rietumu-Delfin
- 2017 –  Rietumu Banka-Riga
- 2018 –  Vitus Pro Cycling
- 2019 –  Amore & Vita-Prodir

Ālītis · Bēcis · Beļēvičs · Bogdanovičs · Gavars · Kalniņš · Kaņepējs · Liepiņš · Lukševics · Pruus · Rubenis · Sokorin · Vaitkus · Vosekalns
Amores · Davies · Gledhill · Hunt · Jones · Kaņepējs · Kenway · Martin · Reilly · Shackel · Torrie · Walsh